# Нижњи Ломов
Нижњи Ломов (рус. Нижний Ломов) град је у Русији у Пензенској области.

## Становништво
| 1939. | 1959.  | 1970.  | 1979.  | 1989.  | 2002.  | 2010.  |
| ----- | ------ | ------ | ------ | ------ | ------ | ------ |
| 8.106 | 13.881 | 17.460 | 22.716 | 26.648 | 24.249 | 22.678 |